# Ђеврек
Ђеврек је врста пецива. Добија се мешањем брашна, квасца, јаја, соли, шећера, јестивог уља, сусама. Добро умешено тесто се развија у облик ваљка дебљине прста. Потом се сече на комаде 10-15 цм, при чему се крајеви спајају да се добије изглед прстена. Тако обликовани ђевреци се спуштају у кључалу воду из које се ваде кад испливају на површину. Пошто се оставе да се осуше и охладе, премазују се јајетом и посипају сусамом. Потом се стављају у тепсију и пеку на температури око 250 Целзијуса, док не порумене.
Због комбинованог начина обраде - кључала вода + печење у рерни, ђевреци имају посебан укус.